# Klub Koryncki
Klub Koryncki (ang. The Swimming-Pool Library) – to powieść Alana Hollinghursta z 1988 roku, wydana w Polsce w 1993 roku. Jest to pierwsza w Polsce otwarcie gejowska powieść uznanego pisarza wydana w oficjalnym obiegu (przez wydawnictwo Czytelnik). 

## Fabuła
W 1983 roku w Londynie, Will, uprzywilejowany, i atrakcyjny 25-letni gej, spędzający czas w tytułowym, przepełnionym homoerotyczną atmosferą klubie, ratuje życie starszego arystokraty, która ma atak serca w publicznej toalecie. To przypadkowe spotkanie sprawia, że Will ostatecznie musi dokonać ponownej oceny jego wyobrażenia o przeszłości i historii, również rodziny. 

## Postacie
- William Beckwith, 25 lat, bezczynny młody arystokrata; czasami nazywany też Willem.
- Charles, Baron Nantwich, 83 lata, stary arystokrata; był więziony za bycie homoseksualistą.
- Lewis, kamerdyner lorda Nantwicha na początku powieści.
- Arthur Edison Hope, czarnoskóry chłopak Williama Beckwitha na początku powieści.
- Harold Edison Hope, brat Artura, dealer narkotyków.
- Tony, przyjaciel Harolda; Arthur uważał, że zabił go w bójce, ale później okazuje się, że wciąż żyje.
- James Brook, przyjaciel Williama; internista.
- Bill, mężczyzna z Klubu Korynckiego, w średnim wieku, zna Nantwicha z więzienia.
- Ronald Staines, fotograf.
- Phil, drugi chłopak Williama w książce, z Klubu Korynckiego.
- Sir Denis Beckwith, 1. wicehrabia Beckwith, dziadek Willa; odnosił sukcesy jako prokurator i dostał szlachectwo za służbę publiczną.
- Rupert Croft-Parker, młody bratanek Williama, 6 lat.
- Philippa Croft-Parker, siostra Williama; mama pozostająca w domu.
- Gavin Croft-Parker, mąż Philippy; archeolog.
- Colin, gej i policjant, który aresztuje Jamesa;
- Gabriel, gej i Argentyńczyk, który ma obsesję na punkcie pornografii.

## Główne tematy
- Homofobia w wielu formach, takich jak aresztowanie przez policję (Nantwich; Bill; James) i gay-bashing (William i skinheadzi).
- Dziennik Nantwicha w powieści opisuje życie gejów przed ruchami wyzwolenia gejów, zarówno w Londynie, jak i w koloniach Imperium Brytyjskiego.

## Odniesienia do innych prac
- Książka wspomina o wielu książkach Ronalda Firbanka – m.in. The Flower Beneath the Foot, Valmouth, Caprice, Vainglory i Inclinations.

## Odbiór książki
Klub Koryncki zdobył nagrodę Somerset Maugham w 1988 roku i nagrodę EM Forster Amerykańskiej Akademii Sztuk i Literatury w 1989 roku. 
W 1988 roku Edmund White nazwał go „najlepszą książką o życiu gejów napisaną przez angielskiego autora”. 

## Nagrody
- 1989 American Academy of Arts and Letters EM Forster Award
- 1988 Nagroda Somerset Maugham